# Joaquima Andreu Espinosa
Joaquima Andreu Espinosa (Barcelona, 3 d'abril de 1916 - ?) va ser una atleta catalana.
Va esdevenir primera de l'atletisme femení en proves de camp a través. Estava dotada d'unes excepcionals condicions físiques naturals, igual que el seu germà Manuel. En curses mixtes havia aconseguit guanyar corredors masculins d'una certa qualitat. Es va iniciar esportivament al club del seu barri, el “Sarrià Esportiu”. L'any 1933 va prendre part al campionat de Barcelona de "Cross-country" d'un recorregut aproximat de 2.500 m. Aquesta cursa va ser l'única de la seva vida esportiva de la qual no va aconseguir ser la guanyadora. Tot i no aconseguir guanyar aquesta, es fa obvi el bon estat de forma física al llarg de la seva carrera esportiva.
El 1934 guanya els Campionats de Catalunya de 800 metres, esdeveniment que repetirà en el mateix any i el 1936. En aquesta última edició defensa els colors de la Penya Saprisa. Durant el mateix any 1934, participa al Cros Internacional i també en surt guanyadora. El 1935 va guanyar el Campionat d'Espanya de Cros, prova que esdevingué emblemàtica de resultes que hi van participar únicament atletes de Catalunya. L'atleta Joaquima Andreu va batre els rècords de Catalunya de 300, 600 i 800 metres que van ser rebaixats posteriorment per la famosa Maria Torremadé, sense que ella els defensés. També va obtenir el rècord de 800 m de l'estat espanyol, amb un temps de 2,36,2 l'any 1936.
Durant els anys de la Guerra Civil Espanyola, 1936 i 1939, Joaquima Andreu va continuar participant en curses però de manera no oficial, tot i que tampoc aquí, durant tot aquest període, no va conèixer la derrota. L'atleta barcelonina va deixar la seva pràctica esportiva d'atletisme en el mateix moment que va acabar la Guerra Civil, però no per això va perdre la seva popularitat. Del 1939 al 1970 va treballar a la Rambla com a florista, fet que li va permetre mantenir el contacte amb la gent de la ciutat a la vegada que perpetuava la seva carrera esportiva.
Si Joaquima Andreu hagués pogut viure la seva joventut en una altra època, hauria estat probablement una esportista amb molta més projecció que la que va arribar a tenir, que no fou poca. Les dificultats socials d'aquell moment, afegides a les que hi havia i encara perduren per a les dones i l'esport, van reduir la possibilitat d'unes fites esportives que les seves qualitats i el seu talent li haurien garantit.
Al 1987 la Generalitat de Catalunya atorgà una medalla commemorativa a un conjunt d'esportistes que havien contribuït al progrés de l'esport català, entre els quals l'atleta Joaquima Andreu.

## Palmarès
Campionat de Catalunya
- 600 metres llisos: 1934, 1935, 1936
- Cros: 1934, 1935